# Кемі Баденок
Кемі Баденок (2 січня 1980 , Вімблдон, Великий Лондон ) — британська політична діячка, яка обіймає посаду лідера опозиції та лідера Консервативної партії з 2 листопада 2024 року. Раніше вона обіймала посади міністрів під керівництвом Ліз Трасс та Ріші Сунака з 2022 по 2024 рік. Член парламенту Великої Британії з 2017 року. 
У липні 2022 року Баденок подала у відставку з міністерських посад, а після оголошення про відставку Бориса Джонсона висунула свою кандидатуру на виборах керівництва Консервативної партії.
Після поразки консерваторів на парламентських виборах 2024 року Баденок була призначена тіньовим державним секретарем з питань житла, громад та місцевого самоврядування в тіньовому уряді Сунака, а згодом почала боротьбу за посаду лідера Консервативної партії на виборах 2024 року. Вона перемогла Роберта Дженріка в голосуванні членів партії, ставши лідером партії та лідером опозиції.

## Політична кар'єра

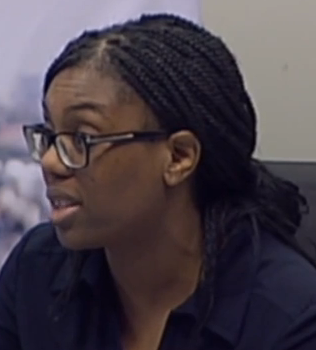
Баденок у 2017 році, виступаючи на енергетичному комітеті Лондонської асамблеї

Баденок вступила до Консервативної партії 2005 року у віці 25 років.
Підтримала брекзит на референдумі щодо членства Великої Британії в ЄС.
2020 року прем'єр-міністр Великої Британії Борис Джонсон призначив її міністром з питань рівноправ'я, 2021 року — міністром у справах місцевого самоврядування, віри та громад за сумісництвом. Подала у відставку 6 липня після чергового скандалу Джонсона.

## Політичні погляди

### Колоніалізм
Стосовно колоніальної історії Сполученого Королівства Баденок стверджує, що «були жахливі речі, які відбувалися за часів Британської імперії, були й інші хороші речі, які траплялися, і ми повинні розповісти обидві сторони історії».
У злитих повідомленнях з WhatsApp, Баденок писала: «Мене не хвилює колоніалізм, тому що [я] знаю, що ми робили до того, як там з’явився колоніалізм», і стверджує, що європейці «прийшли і просто зробили іншу групу переможців і переможених» на африканському континенті. Вона також стверджувала, що до колонізації «ніколи не існувало поняття «права», тому [люди], які програли, були старою елітою, а не продвинутими людьми».

### Питання ЛГБТК+

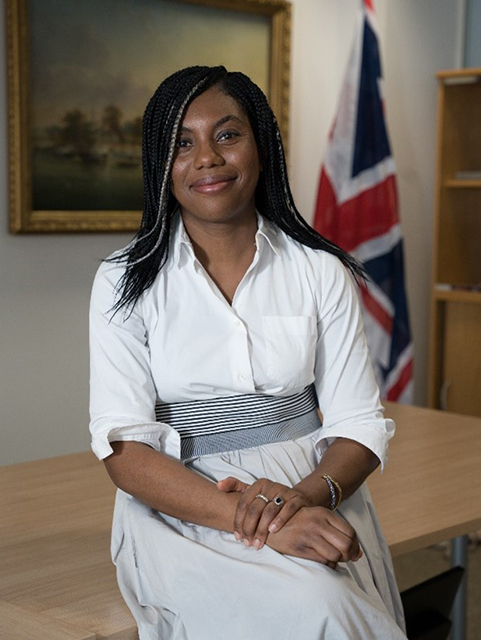
Баденок,в фотосесії, на посаді міністерки з питань рівних можливостей

У 2019 році Баденок утрималася при голосуванні за поширення прав на одностатеві шлюби в Північній Ірландії. У березні 2021 року Джейн Озанн, одна з трьох урядових радників з питань ЛГБТ, які залишили свої посади через рішення уряду не включати конверсійну терапію трансгендерів у свої плани, закликала Баденок «розглянути посаду» як міністра з питань рівності, заборонивши гей-конверсійну терапію, причому Озанн назвала промову Баденок з цього питання «жахливою» та «останньою краплею».
Незабаром після її призначення державним міністром з питань рівності 2021 року Vice News повідомили, що отримали витік аудіо з 2018 року, в якому Баденок висміює гей-шлюби, називає транс-жінок «чоловіками» та використовує термін «транссексуал», який багато транс-людей вважають образливим.

### Політкоректність
У 2018 році Баденок розкритикувала те, що вона вважає «пуританським» поглядом на сексуальну мораль, поширену серед міленіалів:
«Коли я спостерігаю за багатьма речами, які ви також бачите в соціальних мережах – я вважаю це питанням поколінь – молоді люди дивляться на відповідну поведінку, вони знають що таке сексуальний прогрес, що таке сексуальні домагання тощо; для мене це насправді стає набагато більш пуританським, ніж усе, що я коли-небудь бачила у свої 20 років чи в підлітковому віці».

## Парламентська кар'єра

Логотип, який використовує Баденок у виборчій компанії.

### Оголошення передвиборчої кампанії
6 липня 2022 року Баденок пішла з уряду після чергового скандалу Бориса Джонсона. Двома днями пізніше вона подала заявку на заміну Джонсона на посаді лідера Консервативної партії. Вона зробила цю заяву у статті для The Times, в якій сказала, що хоче «говорити правду» і виступає за «сильний, але обмежений уряд».
Як кандидат назвала програму нульового викиду вуглецю «непродуманою» і наголосила, що політики «підсіли на ідею, що держава вирішує більшість проблем». Передвиборчу програму було запущено на заході країни 12 липня. Під час її запуску на дверях гендерно нейтральних вбиралень були приклеєні рукописні таблички з написом «Чоловічий» та «Жіночий».

### Підтримка
Згідно з The Sunday Times, Баденок бере участь у перегонах як «відносно невідомий міністр місцевого самоврядування», але «протягом тижня стала повстанським кандидатом на посаду наступного прем’єр-міністра Британії». 16 липня опитування ConservativeHome показало, що Баденок є фавориткою з двозначною перевагою. Вона вибула в четвертому турі голосування, набравши в цьому  59 голосів, найменшу кількість з чотирьох кандидатів, що залишилися.
У таблиці нижче показано, скільки депутатів підтримали Баденок під час кожного туру виборів:
| Дата          | Голосів отримано | %    | Позиція / Кандидати | Ref    |
| ------------- | ---------------- | ---- | ------------------- | ------ |
| 13 липня 2022 | 40               | 11.2 | 4 / 8               | [ 17 ] |
| 14 липня 2022 | 49               | 13.7 | 4 / 6               | [ 18 ] |
| 18 липня 2022 | 58               | 16.2 | 4 / 5               | [ 19 ] |
| 19 липня 2022 | 59               | 16.5 | 4 / 4               | [ 16 ] |

Після її виключення 19 липня Баденок заявила, що не підтримуватиме іншого кандидата.

### Уряд Трасс
У вересні 2022 року після того, як Ліз Трасс стала прем’єр-міністром, вона призначила Баденок до свого кабінету на посаду державного секретаря з міжнародної торгівлі. Після відставки Трасс, наступного місяця Баденок підтримала Ріші Сунака на виборах голови Консервативно партії, заявивши, що він «серйозний, чесний лідер, який нам потрібен».

## Скандали

### Злам сайту члена лейбористської партії
У квітні 2018 року газета The Mail on Sunday отримала відео з інтерв’ю Баденок від Core Politics, де вона зізналася у зламі веб-сайту депутата від Лейбористської партії у 2008 році. На відео йдеться про Гаррієт Гарман, яка тоді була заступницею лідера Лейбористської партії. Як повідомило агентство Action Fraud Гарман прийняла вибачення Баденок, що засвідчив британський центр звітності про кіберзлочини.

### Скандал з вагітністю Туліп Сіддік
У 2019 році Баденок привернула увагу преси через коментарі щодо вагітної депутатки від Лейбористської партії Туліп Сіддік, яка відклала запланований кесарів розтин, щоб потрапити на голосування щодо Brexit у Палаті громад.

### Інцидент з журналісткою Надін Вайт
У січні 2021 року Баденок опублікувала серію твітів, у яких вона включила скріншоти запитань, надісланих до її офісу журналісткою HuffPost Надін Вайт, яку вона, звинуватила у «моторошній та дивній поведінці». Згодом Вайт закрила аккаунт в Twitter, посилаючись на образи, які вона зазнала. Дії Баденок розкритикували як Національна спілка журналістів, так і Платформа безпеки журналістів Ради Європи.

## Особисте життя
Кемі одружена з Хемішем Баденоком; у них дві дочки та син. Хеміш працює в Deutsche Bank, був радником від консерваторів з 2014 до 2018 року в міській раді Мертона, представляючи Вімблдон. Хеміш невдало балотувався в окрузі Фойл від консерваторів Північної Ірландії на парламентських виборах 2015 року. Баденок була членкинею правління житлової асоціації Charlton Triangle Homes до 2016 року та директрисею коледжу Святого Апостола Томаса в Саутворку та початкової школи за сувмістництвом.
Кемі описує себе як християнку та зазначає, що її дід по материнській лінії був методистським служителем у Нігерії.

## Інтернет-ресурси
- Profil
- Les Contributions au Parlement au Hansard 2010–présent
- Le dossier de vote au Public Whip
- Enregistrement au Parlement à TheyWorkForYou